# Dendrohyrax
Genre
Le genre Dendrohyrax comprend des mammifères appelés damans.

## liste desespèces
- Daman arboricole, Dendrohyrax arboreus (A. Smith, 1827)
- Daman des arbres, Dendrohyrax dorsalis (Fraser, 1855)
- Daman résistant, ou Daman du bush, Dendrohyrax validus (True, 1890)